# Liste des localités de Tchoukotka
Au 1er octobre 2021, il y avait 46 localités dans le district autonome de Tchoukotka, dont :
- 8 établissements urbains, dont :
  - 3 villes,
  - 5 communes urbaines ;
- 38 établissements ruraux.

En outre, 13 autres colonies continuent d'être légalement distinguées comme des établissements urbains qui sont en liquidation depuis 2007. Elles ne sont pas comptées par Rosstat comme des établissements urbains et n'ont pas de population permanente (en italique dans la liste)
Dans la liste ci-dessous, les localités sont réparties (en termes de structure administrative-territoriale) dans 1 ville d'importance d'okroug et raïons (au sein de l'organisation de l'autonomie locale (unités municipales), ils correspondent 4 okrougs urbains, 3 raïons municipaux).
La population des établissements ruraux est donnée selon le recensement de 2010 de la Russie, les établissements urbains selon le recensement de 2021.

## Ville d'importance d'okroug (okroug urbain)
| Liste des localités | Liste des localités | Liste des localités | Liste des localités | Liste des localités |
| N°                  | Localité            | En tchouktche       | Statut              | Population          |
| ------------------- | ------------------- | ------------------- | ------------------- | ------------------- |
| 1                   | Anadyr              | Kagyrgyn / Vaeän    | ville               | 13 202              |
| 2                   | Tavaïvaam           | Tavaivaam           | village             | 396                 |

## Raïons

### Raïon d'Anadyr
| Liste des localités | Liste des localités | Liste des localités | Liste des localités | Liste des localités | Liste des localités |
| N°                  | Localité            | En tchouktche       | En koriak           | Statut              | Population          |
| ------------------- | ------------------- | ------------------- | ------------------- | ------------------- | ------------------- |
| 1                   | Alkatvaam           | Y’ḷkytvèèm          |                     | village             | 191                 |
| 2                   | Beringovski         | Gačgatagyn          |                     | commune urbaine     | 1104                |
| 3                   | Vaïegui             | Vaargyn             | Vaevvi              | village             | 394                 |
| 4                   | Kantchalan          | konchalyt           |                     | village             | 584                 |
| 5                   | Krasneno            |                     |                     | village             | 77                  |
| 6                   | Lamoutskoïe         |                     |                     | village             | 114                 |
| 7                   | Markovo             | Ujvyn / Gujgun      | Vujvәn              | village             | 733                 |
| 8                   | Meïnypilguouïno     | Mèjňypiḷgyn         |                     | village             | 337                 |
| 9                   | Snejnoïé            | Ḳèèḷivtyn           |                     | village             | 229                 |
| 10                  | Ougolnié Kopi       |                     |                     | ville               | 3232                |
| 11                  | Oust-Belaïa         | Kuulûč’yn           |                     | village             | 668                 |
| 12                  | Khatyrka            | Vatyrkan            |                     | village             | 363                 |
| 13                  | Tchouvanskoïe       |                     |                     | commune urbaine     | 135                 |
|                     | Otrojni             |                     |                     | commune urbaine     | 0                   |
|                     | Chaktiorski         |                     |                     | commune urbaine     | 0                   |

### Raïon de Bilibino
| Liste des localités | Liste des localités | Liste des localités | Liste des localités | Liste des localités | Liste des localités |
| N°                  | Localité            | En tchouktche       | En youkhaguir       | Statut              | Population          |
| ------------------- | ------------------- | ------------------- | ------------------- | ------------------- | ------------------- |
| 1                   | Aniouïsk            |                     |                     | village             | 387                 |
| 2                   | Bilibino            |                     |                     | ville               | 5546                |
| 3                   | Ilirneï             | Iḷirňèj             |                     | village             | 186                 |
| 4                   | Keperveïem          | Ḳèpèrvèèm           |                     | village             | 328                 |
| 5                   | Omolon              | Ypaḷgyn             | Obrom               | village             | 650                 |
| 6                   | Ostrovnoïe          |                     |                     | village             | 321                 |
|                     | Aliskerovo          |                     |                     | commune urbaine     | 0                   |
|                     | Vessini             |                     |                     | commune urbaine     | 0                   |
|                     | Vstretchni          |                     |                     | commune urbaine     | 0                   |
|                     | Dalni               |                     |                     | commune urbaine     | 0                   |

### Raïon d'Ilioutine
| Liste des localités | Liste des localités | Liste des localités | Liste des localités | Liste des localités |
| N°                  | Localité            | En tchouktche       | Statut              | Population          |
| ------------------- | ------------------- | ------------------- | ------------------- | ------------------- |
| 1                   | Amguema             | Oʼmvaam             | village             | 499                 |
| 2                   | Vankarem            | Vanḳarèman          | village             | 122                 |
| 3                   | Konergino           | Kèňiergyn           | village             | 262                 |
| 4                   | Mys Chmidta         |                     | commune urbaine     | 37                  |
| 5                   | Noutepelmen         | Nutèpylmyn          | village             | 133                 |
| 6                   | Ryrkaypiy           | Ryrkampan           | village             | 527                 |
|                     | Ouchakovskoïe       |                     | village             | 0                   |
| 7                   | Ouelkal             | Valḳalḷʼan          | village             | 142                 |
| 8                   | Egvekinot           | Èrvyḳynnot          | commune urbaine     | 3113                |
|                     | Leningradski        |                     | commune urbaine     | 0                   |

### Raïon de Providenia
| Liste des localités | Liste des localités | Liste des localités | Liste des localités | Liste des localités | Liste des localités | Liste des localités | Liste des localités |
| N°                  | Localité            | En tchouktche       | En yupik            | En sirenik          | En eskimo           | Statut              | Population          |
| ------------------- | ------------------- | ------------------- | ------------------- | ------------------- | ------------------- | ------------------- | ------------------- |
| 1                   | Novoïe Tchaplino    |                     | Ungaziq             |                     |                     | village             | 425                 |
| 2                   | Nounligran          | Nunlygran           |                     |                     |                     | village             | 295                 |
| 3                   | Providenia          | Guvrel              |                     |                     |                     | commune urbaine     | 2140                |
| 4                   | Sireniki            | Vutèèn              | Сиӷинык             | Sigheneg            |                     | village             | 325                 |
| 5                   | Enmelen             | Ènmyḷ'yn            |                     |                     | Ynmil               | village             | 281                 |
| 6                   | Ianrakinnot         | Yanrakynnot         |                     |                     | Yanrakinut          | village             | 241                 |

### Raïon de Tchaoun
| Liste des localités | Liste des localités | Liste des localités | Liste des localités | Liste des localités |
| N°                  | Localité            | En tchouktche       | Statut              | Population          |
| ------------------- | ------------------- | ------------------- | ------------------- | ------------------- |
| 1                   | Aïon                |                     | village             | 210                 |
|                     | Apapelguine         | Apapèḷ'gyn          | village             | 0                   |
| 2                   | Billings            | Valḳaran            | village             | 154                 |
| 3                   | Pevek               | Pèèkin / Pèèk       | commune urbaine     | 4015                |
| 4                   | Rytkoutchi          | Yrytkuč'yn          | village             | 396                 |
| 5                   | Ianranaï            | Janraňaj            | village             | 1                   |
|                     | Bystri              |                     | commune urbaine     | 0                   |
|                     | Baranikha           |                     | commune urbaine     | 0                   |
|                     | Valkoumeï           | Vylḳyňèj            | commune urbaine     | 0                   |
|                     | Komsomol            |                     | commune urbaine     | 0                   |
|                     | Krasnoarmeïski      | Pyrḳaḳaj            | commune urbaine     | 0                   |
|                     | Ioujny              |                     | commune urbaine     | 0                   |

### Raïon de Tchoukotka
| Liste des localités | Liste des localités | Liste des localités | Liste des localités   | Liste des localités | Liste des localités | Liste des localités | Liste des localités             | Liste des localités | Liste des localités |
| N°                  | Localité            | En tchouktche       | En yupik              | En naukan           | En inupiaq          | En chaplino         | Anglais du XVIIIe / XIXe siècle | Statut              | Population          |
| ------------------- | ------------------- | ------------------- | --------------------- | ------------------- | ------------------- | ------------------- | ------------------------------- | ------------------- | ------------------- |
| 1                   | Intchoun            | I’nčuvin            | Инсиг’вик             |                     |                     |                     |                                 | village             | 432                 |
| 2                   | Lavrentia           | Ḳytryn              |                       | Qerre               | Kesrreq / Kisrriq   |                     |                                 | village             | 1420                |
| 3                   | Lorino              | Ḷ'urèn              |                       | Lluughraq           |                     | Нуӄаӄ               |                                 | village             | 1426                |
| 4                   | Nechkan             | Ňèsḳèn              | Naskuk                |                     |                     |                     |                                 | village             | 712                 |
| 5                   | Ouelen              | Uvèlèn              | Ulyḳ (yupik sibérien) | Oleq                | Ualeq               |                     | Whalen                          | village             | 685                 |
| 6                   | Enourmino           | Innurmin            | Анушпик               |                     |                     |                     |                                 | village             | 320                 |